# Jean Marie Odin

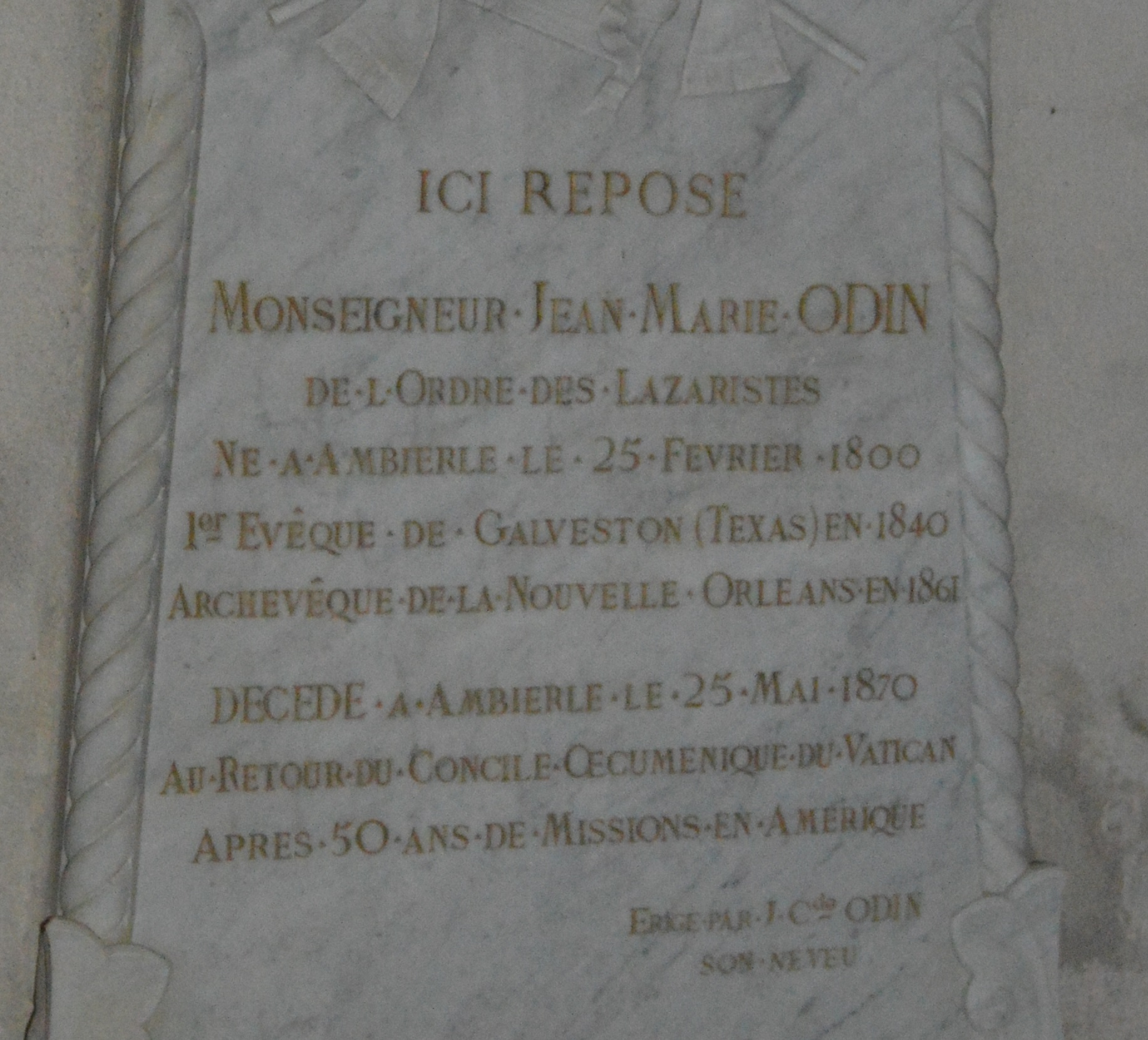
Grabinschrift in der Kirche von Ambierle

Jean-Marie Odin CM (* 25. Februar 1800 in Ambierle, Frankreich; † 25. Mai 1870 ebenda) war ein französischer römisch-katholischer Ordensgeistlicher in den Vereinigten Staaten. Er war der erste Bischof von Galveston (1847–1861) und der zweite Erzbischof von New Orleans (1861–1870).

## Leben
Odin wurde als siebtes von zehn Kindern in Hauteville in der Nähe von Ambierle geboren. Er studierte in Roanne, Verrières-en-Forez, Sainte-Foy-l’Argentière und Alix.
1822 folgte er dem Ruf von Bischof Louis William Valentine DuBourg nach Louisiana, wo er in die Ordensgemeinschaft der Lazaristen eintrat. Am 4. Mai 1823 empfing er durch Dubourg das Sakrament der Priesterweihe. Anschließend wirkte er in als Missionar.
Ab 1841 wirkte er an der Seite von John Timon als stellvertretender Apostolischer Präfekt/Vikar von Texas. Die Bischofsweihe für das Titularbistum Claudiopolis in Isauria spendete ihm am 6. März 1842 der Bischof von New Orleans, Anthony Blanc; Mitkonsekratoren waren Michael Portier, Bischof von Mobile, und John Joseph Mary Benedict Chanche, Bischof von Natchez.
Mit der Erhebung des Apostolischen Vikariats Texas am 4. Mai 1847 durch Papst Pius IX. zum Bistum Galveston wurde Odin mit dessen Leitung betraut und trat damit die Nachfolge von John Timon an, der zum Bischof von Buffalo ernannt worden war.
Nach dem Tod von Anthony Blanc wurde Odin am 15. Februar 1861 zum zweiten Erzbischof von New Orleans ernannt.
Nach einem Aufenthalt in Rom anlässlich des Ersten Vatikanischen Konzils, an dem er als Konzilsvater teilnahm, zog er sich aufgrund von Krankheit in seinen französischen Heimatort zurück, wo er 1870 im Alter von 70 Jahren starb.